# Луиза Ферида
Луиза Ферида, собственно Луиджа Манфрини Фране (итал. Luisa Ferida, Luigia Manfrini Frané, 18 марта 1914, Кастель-Сан-Пьетро-Терме — 30 апреля 1945, Милан) — итальянская актриса.
Начала свою карьеру в 1935 году со второстепенной роли в фильме «La Freccia d`oro». Но благодаря прекрасным внешним данным, ей очень скоро начали предлагать сниматься в главных ролях. В 1939 году на съёмках одного фильма Луиза познакомилась с актёром Освальдо Валенти, с которым у неё начался роман. В апреле 1945 года Валенти и Ферида были арестованы партизанами, обвинены в связях с фашистами и расстреляны на одной из улиц Милана. Ферида в то время была беременна вторым ребёнком. Её первый ребёнок умер через четыре дня после рождения.
Трагическая история Валенти и Фериды показана в итальянском фильме 2008 года «Бешеная кровь», роль Луизы Фериды в котором исполнила Моника Беллуччи.